# Élections constituantes de 1946 au protectorat français au Maroc
Les élections constituantes françaises de 1946 se tiennent le 2 juin. Ce sont les deuxièmes élections constituantes, après le rejet du Projet de constitution française du 19 avril 1946 lors du référendum du 5 mai.

## Mode de scrutin
L'assemblée constituante est composée de 586 sièges pourvus au scrutin proportionnel plurinominal suivant la règle de la plus forte moyenne dans chaque département, sans panachage ni vote préférentiel.
Dans le Protectorat français au Maroc, trois députés sont à élire. Ils représentent les 250 000 citoyens français présent sur place (les Colons). 

## Élus
| Député sortant | Parti | Parti | Député élu ou réélu | Parti | Parti |
| -------------- | ----- | ----- | ------------------- | ----- | ----- |
| Pierre Parent  |       | URR   | Jacques Augarde     |       | MRP   |
| Jean Léonetti  |       | SFIO  | Jean Léonetti       |       | SFIO  |
| Louis Dumat    |       | PRL   | Jean Jullien        |       | PRL   |

## Résultats

### Résultats à l'échelle du département
| Parti    | Parti    | Tête de liste    | Résultats | Résultats | Sièges |  |
| Parti    | Parti    | Tête de liste    | Voix      | %         |        |  |
| -------- | -------- | ---------------- | --------- | --------- | ------ |  |
|          | PRL      | Jean Jullien     | 26 088    | 35,79     | 1      |  |
|          | MRP      | Jacques Augarde  | 16 513    | 22,65     | 1 1    |  |
|          | SFIO     | Jean Léonetti    | 13 077    | 17,94     | 1      |  |
|          | PCF      | Lucette Mazzella | 12 900    | 17,70     | - 1    |  |
|          | RGR      | Francis Debare   | 3 713     | 5,09      | -      |  |
|          | JR       | Louis Hardy      | 609       | 0,84      | -      |  |
|          |          |                  |           |           |        |  |
| Inscrits | Inscrits | Inscrits         | 107 302   | 100,00    | 3      |  |
| Votants  | Votants  | Votants          | 73 657    | 68,65     |        |  |
| Exprimés | Exprimés | Exprimés         | 72 900    | 99,97     |        |  |